# Сва чуда света (ТВ филм)
„Сва чуда света” је југословенски ТВ филм из 1978. године. Режирао га је Гордан Михић који је написао и сценарио.

## Радња
Фил је прича о два дјечака маштара, који у свом малом градићу на рубу неке шуме и неке ријеке проживљавају наизглед обичне, алу у ствари врло богате и збивањима набијене дане зимског распуста. Теку ти дани за Пиркета и Јоцу између њихових кућа, између сцена са болесном Пиркетовом мајком и строгим Јоциним оцем, и једног малог и комичног забавишта, које своје скромне сензације излаже знатижељи провинцијалаца.
Ту је и један необични лик, нешто као локални чаробњак Ледењак. Ту су и зимски пејзажи који говоре о мртвилу и учмалости паланке. А насупрот свему томе је богата дечја машта, која сву ту стварност преображава и даје јој неки унутрашњи и интензивни сјај. И тако Пирке проживљава болест и болницу своје мајке, тако дочекује и њен повратак, којим се ова филмска прича завршава.

## Улоге
| Глумац                | Улога   |
| --------------------- | ------- |
| Дејан Мироња          |         |
| Бранислав Симић       |         |
| Мира Бањац            |         |
| Милка Лукић           |         |
| Љиљана Драгутиновић   |         |
| Божидар Стошић        |         |
| Миодраг Мики Крстовић | Ледењак |
| Милан Јелић           | Суља    |

Остале улоге ▼
| Глумац                 | Улога   |
| ---------------------- | ------- |
| Војислав Воја Брајовић | Наратор |
| Мирко Буловић          |         |
| Љубомир Ђелајлија      |         |
| Предраг Милинковић     |         |
| Скендер Радотина       |         |
| Љубомир Убавкић        |         |
| Светлана Васић         |         |